# Coffea congensis
Espèce
Synonymes
- Coffea congensis var. chalotii Pierre ex De Wild.[1]
- Coffea congensis Pierre ex De Wild.[2]

Coffea congensis est une espèce de caféiers proche de l'arabica, qui vivait naturellement en Afrique équatoriale le long des rives des fleuves et rivières du bassin du Congo.

## Répartition
Ce caféier se rencontre à l'origine en Afrique équatoriale. Il apprécie les environnements en grande partie inondés, sur les rives, dans les îles, lors des crûes de la saison des pluies, quand seules ses branches supérieures émergent et peuvent fleurir.

## Utilisation par l'homme
Sa culture a contribué à l'affinage des connaissances sur les cafés, pour la plupart africains, qui ont été confrontés pour trouver la meilleure espèce de café Robusta.
À la fin des années 1910, il était cultivé dans la plupart des jardins d'essais d'Afrique mais il en avait disparu en 1951.
Ce caféier a été découvert vers 1914  dans la forêt dense de la Côte d'Ivoire, à 1 000 km environ de l'aire guinéenne. En 1930, sa culture se poursuivait en Guinée le long de petites vallées vers 1 000 mètres d'altitude dans la région du Fouta-Djalon, dans la région de Timbi Medina.